# São Romão de Arões
São Romão de Arões es una freguesia portuguesa del concelho de Fafe, con 6,37 km² de superficie y 3.258 habitantes (2001). Su densidad de población es de 511,5 hab/km².